# Jaume Rumeu i Perera
Jaume Rumeu i Perera   (Barcelona, 14 de gener de 1930 - 30 de novembre de 2003) va ser un autor de còmic català, que va treballar sobretot per al mercat exterior.

## Biografia
Gran aficionat a Alex Raymond en la seva joventut, va començar a practicar dibuix com afició. Va deixar un treball a un banc per iniciar la seva carrera al còmic en 1948, amb la sèrie Johnny, el Temerario per a Publicaciones Ibero Americanas. Va seguir amb la ciència-ficció en Átomo Kid o El mundo futuro per a l'editorial Toray, però va realitzar la major part de la seva obra per a l'estranger a través de l'agencia Creaciones Editoriales.
Fou un dels dibuixants que signaven les historietes que preparava el guionista Víctor Mora per a diferents diaris o publicacions de l'estranger, almenys des de 1952. Signava com Romeo, no amb el seu cognom català, castellanitzant la seva signatura tal com era aconsellable sota la dictadura franquista.
Amb Mora va participar en la sèrie d'aventures espacials "Capitán Espacio", que es va publicar a Espanya al suplement A todo color de La Prensa, i en el serial també de ciència-ficció "El planeta del horror", una obra concebuda per tires de premsa diàries que l'empresa va voler vendre a l'estranger.
També en aquests anys va dibuixar directament per a còmics que es publicaven a Espanya, en quaderns d'aventures com Bisonte Gráfico (l'arrencada de la molt seguida "Colección Dan") i en seccions didàctiques que portaven imatges il·lustratives de tipus figuratiu com les que es oferien a Pulgarcito.
Durant la segona meitat dels cinquanta, Rumeu va seguir dibuixant historietes, però ara per al segell Toray, de ciència-ficció i d'espionatge sobretot, encara que també va participar en títols com Rosas Blancas, i entrant en la dècada dels anys seixanta va iniciar una trajectòria lligada gairebé exclusivament al mercat exterior i en molts casos sobre temes romàntics. A través d'agència va dibuixar el serial titulat Susette per a la revista escocesa Cherie, sobre guions aliens, i a la revista Romeo va dibuixar les desventures amoroses de Juliette, però en aquesta ocasió va aconseguir convèncer els editors d'incloure-hi guions propis.
Cap a finals dels anys seixanta, Rumeu va començar a usar un altre pseudònim, Homer, que va utilitzar per a treballs que va desenvolupar amb l'agència belga A.L.I. La gran majoria d'aquests treballs van quedar inèdits a Espanya, tant els realitzats a través de Creacions Editorials com els que va fer amb A.L.I. i que es van publicar en títols britànics com Tammy o Misty (ja a finals dels setanta), protagonitzats per noies; altres de gènere bèl·lic o aventurer van poder veure en publicacions de Toray després de ser traduïts per aquest segell.
Amb el boom del còmic adult a Espanya, va tornar a publicar al mercat local: Trillizas (1977), creada el 1968 publicada a altres països i Simplísima (1980). El segell Valenciana va convenir a transformar la sèrie en una amb referents televisius, naixent així Los Angeles de Charlie, que era en realitat la mateixa obra de Rumeu Les Trillizas però recolzada ara en la popularitat de la sèrie televisiva homònima el 1979.
Una altra intent d'incorporar- a la "nova historieta d'autor" que va posar en peu a Espanya durant aquest període va ser la seva obra Simplísima, llibre d'historietes amb guió d'Amat carregat de referents ideològics que va publicar l'efímer segell Bufafurats.
Durant la dècada dels vuitanta, Rumeu utilitzava ja sempre el seu veritable cognom per signar les seves obres i va seguir treballant -a través de Creaciones editoriales per a Escòcia, aportant durant aquesta dècada guions per a còmics de gènere esportiu, sobre futbol en concret, segons recorda el seu filla Iris.
Entre 1983 i 1985 per al mercat suec, per al segell Semic, va fer historietes dirigides a un públic infantil femení que es van publicar a la revista Min Hast (El meu cavall). Al final d'aquesta dècada va seguir treballant en aquest gènere, però per a la revista neerlandesa Tina.
A la fi dels anys vuitanta li va aconseguir la crisi, com a tots els autors vinculats a Creacions Editorials (Bruguera havia fet fallida, tot i que l'agència subsistís). Rumeu va haver de retirar-se del dibuix per buscar feina com a comptable, si bé l'apetència per fer còmics li va poder i va tornar a intentar publicar historietes, segons es reflecteix en els seus quaderns de comptes: va dibuixar per al mercat holandès a través de l'agència Dalger Press, còmics de futbol, de cavalls i protagonitzades per Barbie. L'última data que consta en els seus assentaments comptables va ser el 25 d'abril de 1991, on aclareix que va vendre diverses de les seves historietes de Las Trillizas per aquesta agència i dirigides a l'mercat neerlandès.
L'any 1992, ell i la seva família es van retirar a viure a L'Estartit, on va muntar un estudi però no va tornar a dibuixar.

## Obra
| Anys | Títol                              | Guionista     | Tipus             | Publicació                            |
| ---- | ---------------------------------- | ------------- | ----------------- | ------------------------------------- |
| 1949 | Johnny, el Temerario               |               | Serial            | Ibero Americanas                      |
| 1953 | Operación Satélite                 | Víctor Mora   | Sèrie             | A todo color-Aventuras                |
| 1955 | Bisonte Gráfico                    |               | Serial            | Bruguera: Dan                         |
| 1956 | Aunque le cueste creerlo           |               | Serie col·lectiva | Pulgarcito                            |
| 1956 | Atome Kid                          | M. Bañolas    | Sèrie             | Artima                                |
| 195  | El mundo futuro                    | Ricardo Acedo | Serial            | Toray                                 |
| 1962 | Brigada Secreta                    |               | Serial            | Toray                                 |
| 1965 | Espionaje                          |               | Serial            | Toray                                 |
| 1966 | Las Enfermeras                     |               |                   | Toray                                 |
| 1967 | Robot 76                           |               | Serial            | Toray                                 |
| 1977 | Trillizas - Los Ángeles de Charlie |               | Serial            | Valenciana                            |
| 1980 | Simplísima                         | Julio Amat    | Monografía        | Bufafurats: Bufafurats Cómics, núm. 1 |